# Divisioni dell'India
Le divisioni dell'India costituiscono la suddivisione territoriale di secondo livello del Paese, dopo stati federati e territori; ciascuno di essi si articola a sua volta in distretti.
Sono contemplate solo in alcuni dei 29 stati e territori federati.

Stati federati e territori dell'India

## Lista
Bengala Occidentale
| Divisione  | Capoluogo  | Popolazione (2001) | Superficie (km²) | Densità (ab./km²) |
| ---------- | ---------- | ------------------ | ---------------- | ----------------- |
| Burdwan    | Burdwan    | 30.337.819         | 41.940           | 723               |
| Jalpaiguri | Jalpaiguri | 14.722.015         | 21.859           | 673               |
| Presidenza | Calcutta   | 35.161.337         | 24.953           | 1.409             |

Bihar
| Divisione | Capoluogo   | Popolazione (2001) | Superficie (km²) | Densità (ab./km²) |
| --------- | ----------- | ------------------ | ---------------- | ----------------- |
| Bhagalpur | Bhagalpur   | 4.039.109          | 5.587            | 723               |
| Darbhanga | Darbhanga   | 10.269.537         | 8.684            | 1183              |
| Kosi      | Saharsa     | 4.776.083          | 5.899            | 810               |
| Magadh    | Gaya        | 8.790.774          | 12.350           | 712               |
| Munger    | Munger      | 7.478.949          | 9.839            | 760               |
| Patna     | Patna       | 14.448.392         | 16.866           | 857               |
| Purnia    | Purnia      | 8.349.215          | 10.997           | 759               |
| Saran     | Chapra      | 8.109.657          | 6.893            | 1177              |
| Tirhut    | Muzaffarpur | 16.617.080         | 17.049           | 975               |

Chhattisgarh
| Divisione | Capoluogo | Popolazione (2001) | Superficie (km²) | Densità (ab./km²) |
| --------- | --------- | ------------------ | ---------------- | ----------------- |
| Bastar    | Jagdalpur | 2.672.651          | 39.019           | 68                |
| Bilaspur  | Bilaspur  | n.d.               | n.d.             | n.d.              |
| Durg      | Durg      | n.d.               | n.d.             | n.d.              |
| Raipur    | Raipur    | n.d.               | n.d.             | n.d.              |
| Surguja   | Ambikapur | 3.295.896          | 28.168           | 117               |

Haryana
| Divisione | Capoluogo | Popolazione (2001) | Superficie (km²) | Densità (ab./km²) |
| --------- | --------- | ------------------ | ---------------- | ----------------- |
| Ambala    | Ambala    | 4.238.990          | 8.157            | 520               |
| Gurgaon   | Gurgaon   | 5.427.694          | 8.107            | 670               |
| Hisar     | Hisar     | 6.067.866          | 18.431           | 329               |
| Rohtak    | Rohtak    | 5.348.439          | 9.517            | 562               |

Jammu e Kashmir
| Divisione | Capoluogo | Popolazione (2001) | Superficie (km²) | Densità (ab./km²) |
| --------- | --------- | ------------------ | ---------------- | ----------------- |
| Jammu     | Jammu     | 4.395.712          | 26.293           | 167               |
| Kashmir   | Srinagar  | 5.441.341          | 15.948           | 341               |

Karnataka
| Divisione | Capoluogo | Popolazione (2001) | Superficie (km²) | Densità (ab./km²) |
| --------- | --------- | ------------------ | ---------------- | ----------------- |
| Bangalore | Bangalore | 18.442.963         | 49.684           | 371               |
| Belgaum   | Belgaum   | 13.035.267         | 54.547           | 239               |
| Gulbarga  | Gulbarga  | 9.493.182          | 44.140           | 215               |
| Mysore    | Mysore    | 11.762.546         | 43.472           | 271               |

Madhya Pradesh
| Divisione   | Capoluogo   | Popolazione (2001) | Superficie (km²) | Densità (ab./km²) |
| ----------- | ----------- | ------------------ | ---------------- | ----------------- |
| Bhopal      | Bhopal      | 6.503.717          | 31.321           | 208               |
| Chambal     | Morena      | 3.573.930          | 16.035           | 223               |
| Gwalior     | Gwalior     | 5.363.881          | 29.608           | 181               |
| Hoshangabad | Hoshangabad | 2.953.606          | 20.080           | 147               |
| Indore      | Indore      | 10.041.738         | 43.054           | 233               |
| Jabalpur    | Jabalpur    | 9.543.000          | 50.897           | 187               |
| Rewa        | Rewa        | 5.671.534          | 24.336           | 233               |
| Sagar       | Sagar       | 6.635.720          | 38.435           | 173               |
| Shahdol     | Shahdol     | 3.335.066          | 22.144           | 151               |
| Ujjain      | Ujjain      | 7.430.094          | 33.965           | 219               |

Maharashtra
| Divisione  | Capoluogo  | Popolazione (2001) | Superficie (km²) | Densità (ab./km²) |
| ---------- | ---------- | ------------------ | ---------------- | ----------------- |
| Amravati   | Amravati   | 9.941.903          | 46.062           | 216               |
| Konkan     | Mumbai     | 24.807.357         | 30.728           | 807               |
| Aurangabad | Aurangabad | 8.165.002          | 36.087           | 226               |
| Nagpur     | Nagpur     | 10.665.939         | 51.377           | 208               |
| Nanded     | Nanded     | 7.424.221          | 28.722           | 258               |
| Nashik     | Nashik     | 15.774.064         | 57.502           | 274               |
| Pune       | Pune       | 19.973.761         | 57.270           | 349               |

Punjab
| Divisione | Capoluogo | Popolazione (2001) | Superficie (km²) | Densità (ab./km²) |
| --------- | --------- | ------------------ | ---------------- | ----------------- |
| Faridkot  | Faridkot  | 2.422.332          | 7.023            | 345               |
| Ferozepur | Ferozepur | 3.407.768          | 10.133           | 336               |
| Jalandhar | Jalandhar | 9.941.573          | 14.859           | 669               |
| Patiala   | Patiala   | 9.215.940          | 16.782           | 549               |

Rajasthan
| Divisione | Capoluogo | Popolazione (2001) | Superficie (km²) | Densità (ab./km²) |
| --------- | --------- | ------------------ | ---------------- | ----------------- |
| Ajmer     | Ajmer     | 8.175.279          | 43.848           | 186               |
| Bharatpur | Bharatpur | 5.402.800          | 18.180           | 297               |
| Bikaner   | Bikaner   | 6.902.347          | 64.703           | 107               |
| Jaipur    | Jaipur    | 13.760.368         | 36.621           | 376               |
| Jodhpur   | Jodhpur   | 9.470.977          | 117.801          | 80                |
| Kota      | Kota      | 4.732.759          | 24.170           | 196               |
| Udaipur   | Udaipur   | 8.028.592          | 36.946           | 217               |

Uttarakhand
| Divisione | Capoluogo | Popolazione (2001) | Superficie (km²) | Densità (ab./km²) |
| --------- | --------- | ------------------ | ---------------- | ----------------- |
| Garhwal   | Pauri     | 4.915.593          | 42.510           | 116               |
| Kumaon    | Nainital  | 4.668.329          | 21.056           | 222               |

Uttar Pradesh
| Divisione  | Capoluogo       | Popolazione (2001) | Superficie (km²) | Densità (ab./km²) |
| ---------- | --------------- | ------------------ | ---------------- | ----------------- |
| Agra       | Agra            | 9.319.491          | 12.481           | 747               |
| Aligarh    | Aligarh         | 7.112.030          | 9.945            | 715               |
| Allahabad  | Allahabad       | 11.269.450         | 15.130           | 745               |
| Azamgarh   | Azamgarh        | 8.552.514          | 8.928            | 958               |
| Bareilly   | Bareilly        | 10.861.192         | 17.362           | 626               |
| Basti      | Basti           | 5.532.020          | 7.227            | 765               |
| Chitrakoot | Chitrakoot Dham | 4.052.050          | 14.787           | 274               |
| Devipatan  | Gonda           | 8.009.988          | 14.221           | 563               |
| Faizabad   | Faizabad        | 9.977.607          | 13.398           | 745               |
| Gorakhpur  | Gorakhpur       | 11.574.070         | 11.717           | 988               |
| Jhansi     | Jhansi          | 4.180.021          | 14.628           | 286               |
| Kanpur     | Kanpur          | 11.203.517         | 14.782           | 758               |
| Lucknow    | Lucknow         | 19.468.107         | 31.104           | 626               |
| Meerut     | Meerut          | 11.570.117         | 10.811           | 1.070             |
| Mirzapur   | Mirzapur        | 4.930.376          | 12.270           | 402               |
| Moradabad  | Moradabad       | 10.301.859         | 12.897           | 799               |
| Saharanpur | Saharanpur      | 6.390.104          | 7.697            | 830               |
| Varanasi   | Varanasi        | 11.748.346         | 11.547           | 1.017             |